# Karting
Karting je vrsta motošportskih utrka malih automobila različitih brzina. 
Mogu dosegnuti blizu 200 km /h i više odnosno 160 milja/sat.